# Elasmoscelis perforata
Elasmoscelis perforata är en insektsart som beskrevs av Walker 1862. Elasmoscelis perforata ingår i släktet Elasmoscelis och familjen Lophopidae. Inga underarter finns listade i Catalogue of Life.